# Ratna Sarumpaet
Ratna Sarumpaet est une actrice, dramaturge, metteuse en scène et réalisatrice indonésienne, et militante pour les droits humains, née le 16 juillet 1949 à Tarutung au nord de Sumatra.

## Carrière
Née en 1949, elle est la cinquième d'une fratrie de neuf enfants. Son père, militant d'un groupe séparatiste, a été un temps en résidence surveillée. Sa mère a créé la première revue féministe indonésienne, Melati. Ratna Sarumpaet devient active dans la politique et les arts.
Elle est surtout connue pour son travail au théâtre. Elle a découvert le théâtre lorsqu'elle était étudiante en architecture, a joué comme actrice et a fondé une troupe. Elle se consacre également au cinéma. Son film Jamila et le président, écrit et réalisé en 2009, a obtenu le prix du public au FICA de Vesoul en 2010. Convertie à l'islam elle exprime des critiques à l'égard de doctrines radicales. Mère de quatre enfants, sa fille unique, Atiqah Hasiholan est une actrice et mannequin indonésienne.
Très tôt, Ratna Sarumpaet s'engage pour la démocratie et la promotion de la femme dans son pays. Son engagement militant pour les droits humains l’a conduite à être arrêtée plusieurs fois sous le régime de Soeharto (au pouvoir de 1967 à 1998), notamment en 1998,. Certaines de ses pièces de théâtre ont été interdites sous le même régime, notamment Marsinah Menggugat [Marsinah accuse] publiée en 1997 et qui évoque l'histoire réelle d'une ouvrière contestataire, Marsinah, retrouvée morte après avoir été torturée et violée,. Convertie à l'islam, elle exprime des critiques à l'égard de doctrines radicales. Mère de quatre enfants, sa fille unique, Atiqah Hasiholan est mannequin  et aussi une actrice indonésienne.

## Filmographie
- 1985 : Sebuah Precakapan, film, (scénario et réalisation)
- 1989 : LULU (semi-documentaire), (scénario et réalisation)
- 1990 : Ballada Orang-Orang Tercinta, film pour la télévision / TVRI (scénario et réalisation)
- 1991 : Rumah Untuk Mama, film pour la télévision / TVRI (scénario et réalisation)
- 2009 : Jamila dan sang presiden (Jamila et le président), (scénario et réalisation)

## Théâtre
- 1974 : Rubayat Umar Khayam (écriture de la pièce et mise en scène)
- 1993 : Dara Muning (écriture de la pièce et mise en scène)
- 1994 : Marsinah : Nyanyian dari Bawah Tanah (écriture de la pièce et mise en scène)
- 1996 : Terpasung (écriture de la pièce et mise en scène)
- 1996 : Pesta Terakhir (écriture de la pièce et mise en scène)
- 1997 : Marsinah Menggugat (écriture de la pièce et mise en scène)
- 2000 : Alia Luka Serambi Mekah (écriture de la pièce et mise en scène)
- 2003 : Anak-Anak Kegelapan (écriture de la pièce et mise en scène)
- 2006 : Pelacur dan Presiden (écriture de la pièce et mise en scène)